# Боббі Замора
Роберт «Боббі» Лестер Замора (англ. Robert Lester Zamora, нар. 16 січня 1981, Лондон, Англія) — колишній англійський футболіст тринідадського походження, нападник. Виступав за збірну Англії.

## Клубна кар'єра
Вихованець футбольної школи клубу «Вест Хем Юнайтед».

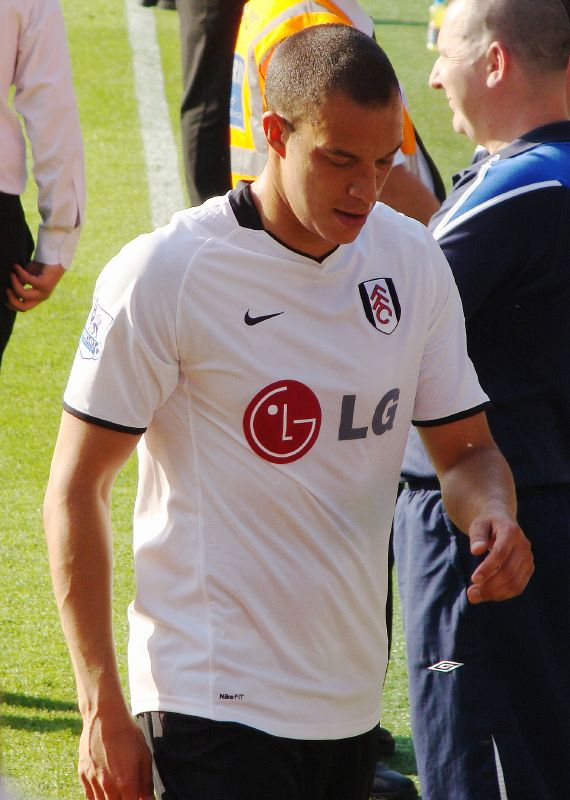
Боббі Замора 2009 року в складі «Фулгема»

У дорослому футболі дебютував 1999 року виступами за «Бристоль Роверс», в якому провів один сезон, взявши участь лише у 4 матчах чемпіонату. У січні 2000 року на місяць був відданий в оренду до «Бат Сіті», а у лютому того ж року на три місяці в «Брайтон енд Гоув». За час оренди в «Брайтоні» Замора сподобався керівництву клубу і був викуплений у «Брістоль Роверс» за 100 000 фунтів.
Своєю надрезультативною грою зацікавив представників вищого дивізіону і в липні 2003 року за 1,5 млн фунтів був проданий в «Тоттенгем Готспур». Проте в складі «шпор» не зміг здобути місце основного гравця, виходячи здебільшого на заміни, тому в січні 2004 року Боббі перейшов у «Вест Гем Юнайтед», ставши частиною угоди по переходу Джермейна Дефо в зворотному напрямку. Відіграв за «молотобійців» наступні чотири сезони своєї ігрової кар'єри. Більшість часу, проведеного у складі «Вест Хем Юнайтед», був основним гравцем атакувальної ланки команди.
У липні 2008 року разом з партнером Джоном Пейнтсілом уклав контракт з «Фулгемом», який заплатив за двох футболістів 6,3 млн фунтів. У складі «дачників» провів наступні чотири роки своєї кар'єри гравця. Граючи у складі «Фулхема» також здебільшого виходив на поле в основному складі команди.
До складу клубу «Квінз Парк Рейнджерс» приєднався 31 січня 2012 року, підписавши контракт на 2,5 роки. Всього в складі «обручів» провів три з половиною роки і встиг відіграти за цей час лондонську команду 83 матчі у національному чемпіонаті, в тому числі 17 ігор у Чемпіоншіпі сезону 2013/14, куди команда вилетіла після невдалого попереднього сезону. У регулярному чемпіонаті клуб зайняв 4 місце, проте виборов путівку в еліту в серії плей-оф. Тим не менш у наступному сезоні «рейнджери» зайняли останнє 20 місце у Прем'єр-лізі і знову понизились у класі, після чого Боббі покинув клуб.
3 серпня 2015 року Замора повернувся до «Брайтон енд Гоув Альбіон», підписавши з клубом однорічний контракт. Відтоді встиг відіграти за клуб з Брайтона 26 матчів в Чемпіоншіпі.
9 грудня 2016 року заявив про закінчення професійної кар'єри.

## Виступи за збірні
2002 року залучався до складу молодіжної збірної Англії, у складі якої брав участь у молодіжному чемпіонаті Європи 2002 року. Всього на молодіжному рівні зіграв у 6 офіційних матчах.
У 2005 році ходили чутки, що Боббі дебютує за збірну Тринідаду і Тобаго, проте гравець відмовився виступати. А в 2009 році йому дебютувати у збірній з батьківщини його батька не дозволила травма.
Проте, вдалі виступи за клуб, привернули увагу тренера англійців Фабіо Капелло, у команді якого 11 серпня 2010 року Боббі дебютував в офіційних матчах у товариській грі проти збірної Угорщини, який завершився перемогою англійців з рахунком 2-1. 15 листопада 2011 року Замора зіграв свій другий матч за збірну Англії, який завершився перемогою 1-0 над збірною Швеції на Вемблі. Цей матч став останнім для Замори у футболці збірної.

## Статистика виступів

### Статистика клубних виступів

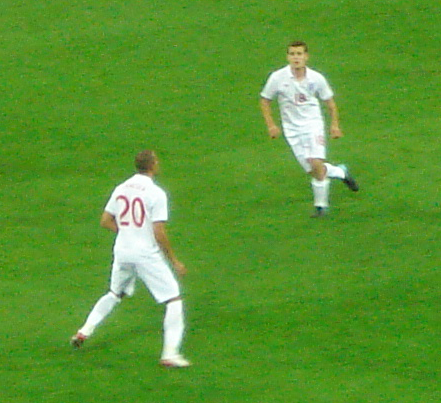
Боббі Замора (№ 20) та Джек Вілшир у дебютному матчі за збірну 11 серпня 2010

| Сезон                            | Команда                          | Чемпіонат                        | Чемпіонат | Чемпіонат | Національний кубок | Національний кубок | Національний кубок | Континентальні кубки | Континентальні кубки | Континентальні кубки | Усього | Усього |
| Сезон                            | Команда                          | Ліга                             | Ігор      | Голів     | Ліга               | Ігор               | Голів              | Ліга                 | Ігор                 | Голів                | Ігор   | Голів  |
| -------------------------------- | -------------------------------- | -------------------------------- | --------- | --------- | ------------------ | ------------------ | ------------------ | -------------------- | -------------------- | -------------------- | ------ | ------ |
| 1999-00                          | «Бристоль Роверс»                | Д2 (III)                         | 4         | 0         | КА+КЛ              | 1+1                | 0                  | —                    | 0                    | 0                    | 6      | 0      |
| 1999-00                          | «Бат Сіті»                       | ПФЛ                              | 5         | 7         | КА+КЛ              | 0                  | 0                  | —                    | 0                    | 0                    | 5      | 7      |
| 1999-00                          | «Брайтон енд Гоув»               | Д3 (IV)                          | 6         | 6         | КА+КЛ              | 0                  | 0                  | —                    | 0                    | 0                    | 6      | 6      |
| 2000-01                          | «Брайтон енд Гоув»               | Д3 (IV)                          | 43        | 28        | КА+КЛ+ТЛ           | 2+2+1              | 2+0+1              | —                    | 0                    | 0                    | 48     | 31     |
| 2001-02                          | «Брайтон енд Гоув»               | Д2 (ІІІ)                         | 41        | 28        | КА+КЛ              | 3+2                | 2+2                | —                    | 0                    | 0                    | 46     | 32     |
| 2002-03                          | «Брайтон енд Гоув»               | Д1 (ІІ)                          | 35        | 14        | КА+КЛ              | 1+0                | 0                  | —                    | 0                    | 0                    | 36     | 14     |
| 2003-04                          | «Тоттенгем Готспур»              | ПЛ                               | 16        | 0         | КА+КЛ              | 1+1                | 0+1                | —                    | 0                    | 0                    | 18     | 1      |
| 2003-04                          | «Вест Гем Юнайтед»               | 1Д (ІІ)                          | 20        | 5         | КА+КЛ              | 0                  | 0                  | —                    | 0                    | 0                    | 20     | 5      |
| 2004-05                          | «Вест Гем Юнайтед»               | Ч (ІІ)                           | 37        | 11        | КА+КЛ              | 0+2                | 0+2                | —                    | 0                    | 0                    | 39     | 13     |
| 2005-06                          | «Вест Гем Юнайтед»               | ПЛ                               | 34        | 6         | КА+КЛ              | 7+1                | 2+2                | —                    | 0                    | 0                    | 42     | 10     |
| 2006-07                          | «Вест Гем Юнайтед»               | ПЛ                               | 32        | 11        | КА+КЛ              | 2+1                | 0                  | КУЄФА                | 2                    | 0                    | 37     | 11     |
| 2007-08                          | «Вест Гем Юнайтед»               | ПЛ                               | 13        | 1         | КА+КЛ              | 0+1                | 0                  | —                    | 0                    | 0                    | 14     | 1      |
| Усього за «Вест Гем Юнайтед»     | Усього за «Вест Гем Юнайтед»     | Усього за «Вест Гем Юнайтед»     | 136       | 34        |                    | 14                 | 6                  |                      | 2                    | 0                    | 152    | 40     |
| 2008-09                          | «Фулгем»                         | ПЛ                               | 35        | 2         | КА+КЛ              | 5+1                | 2+0                | —                    | 0                    | 0                    | 41     | 4      |
| 2009-10                          | «Фулгем»                         | ПЛ                               | 27        | 8         | КА+КЛ              | 4+0                | 3+0                | ЛЄ                   | 17                   | 8                    | 48     | 19     |
| 2010-11                          | «Фулгем»                         | ПЛ                               | 14        | 5         | КА+КЛ              | 2+1                | 0+2                | -                    | 0                    | 0                    | 17     | 7      |
| 2011-12                          | «Фулгем»                         | ПЛ                               | 15        | 5         | КА+КЛ              | 1+1                | 0                  | ЛЄ                   | 10                   | 2                    | 26     | 7      |
| Усього за «Фулгем»               | Усього за «Фулгем»               | Усього за «Фулгем»               | 91        | 20        |                    | 15                 | 7                  |                      | 27                   | 10                   | 133    | 37     |
| 2011-12                          | «Квінс Парк Рейнджерс»           | ПЛ                               | 14        | 2         | КА+КЛ              | -                  | -                  | -                    | -                    | -                    | 14     | 2      |
| 2012–13                          | «Квінс Парк Рейнджерс»           | ПЛ                               | 21        | 4         | КА+КЛ              | 1+2                | 0+1                | -                    | -                    | -                    | 24     | 5      |
| 2013–14                          | «Квінс Парк Рейнджерс»           | Ч (ІІ)                           | 17+2      | 3+1       | КА+КЛ              | 0+2                | 0                  | -                    | -                    | -                    | 21     | 4      |
| 2014–15                          | «Квінс Парк Рейнджерс»           | ПЛ                               | 31        | 3         | КА+КЛ              | 1+1                | 0                  | -                    | -                    | -                    | 33     | 3      |
| Усього за «Квінс Парк Рейнджерс» | Усього за «Квінс Парк Рейнджерс» | Усього за «Квінс Парк Рейнджерс» | 83+2      | 12+1      |                    | 7                  | 1                  |                      | -                    | -                    | 92     | 14     |
| 2015–16                          | «Брайтон енд Гоув»               | Ч (ІІ)                           | 19        | 5         | КА+КЛ              | 0                  | 0                  | -                    | -                    | -                    | 19     | 5      |
| Усього за «Брайтон енд Гоув»     | Усього за «Брайтон енд Гоув»     | Усього за «Брайтон енд Гоув»     | 144       | 81        |                    | 10                 | 6                  |                      | -                    | -                    | 155    | 88     |
| Усього за кар'єру                | Усього за кар'єру                | Усього за кар'єру                | 473+8     | 150+5     |                    | 52                 | 22                 |                      | 30                   | 10                   | 563    | 187    |

### Статистика виступів за збірну
| Дата       | Місто  | Господарі | Результат | Гості    | Турнір           | Голи | Примітки |
| ---------- | ------ | --------- | --------- | -------- | ---------------- | ---- | -------- |
| 11/08/2010 | Лондон | Англія    | 2 – 1     | Угорщина | товариський матч | -    |          |
| 15/11/2011 | Лондон | Англія    | 1 – 0     | Швеція   | товариський матч | -    |          |
| Усього     |        | Матчів    | 2         |          | Голів            | 0    |          |

## Досягнення

### «Брайтон енд Гоув»
- Переможець Третього дивізіону: 2000-01
- Переможець Другого дивізіону: 2001-02

### «Вест Гем Юнайтед»
- Переможець плей-оф чемпіонату Футбольної ліги: 2004-05

### «Фулгем»
- Фіналіст Ліги Європи УЄФА: 2009-10

«Квінз Парк Рейнджерс»
- Переможець плей-оф чемпіонату Футбольної ліги: 2013-14

### Індивідуальні
- Найкращий бомбардир Третього дивізіону: 2000-01 (28 голів)
- У команді року за версією ПФА (Третій дивізіон): 2000-01
- Гравець року за версією вболівальників ПФА (Третій дивізіон): 2000-01
- Найкращий бомбардир Другого дивізіону: 2001-02 (28 голів)
- У команді року за версією ПФА (Другий дивізіон): 2001-02
- Гравець року за версією вболівальників ПФА (Другий дивізіон): 2001-02